# Rei (godos)
Rei (em latim: rex) é a tradução empregada pela historiografia para referir-se ao termo gótico reiks que foi empregado no século IV para referir-se a um governante tribal. Na Bíblia Gótica, foi traduzido para o grego como arconte (ἄρχων). É presumivelmente traduzível como "basilisco" (em grego: βασιλίσκος; romaniz.: basilískos; lit. "pequeno rei") na Paixão de Sabas, o Godo.
Os tervíngios tinham subdivisões de território e povo chamadas kunja (singular kuni, cognata do inglês kin), que eram controladas pelo rei. Em tempos de ameaça comum, um dos reis seria selecionado como um juiz (kindins) ou chefe do império. Herwig Wolfram sugere que a posição diferiu da definição romana de "rei" (em latim: rex) e é melhor tido como um chefe tribal. Um rei teve sob seu comando uma ordem inferior de optímatos (optimates) ou magistanos (μεγιστάνες, presumivelmente traduzível para gótico como mahteigs), a quem poderia convocar por suporte.